# Rozhlas a televízia Slovenska

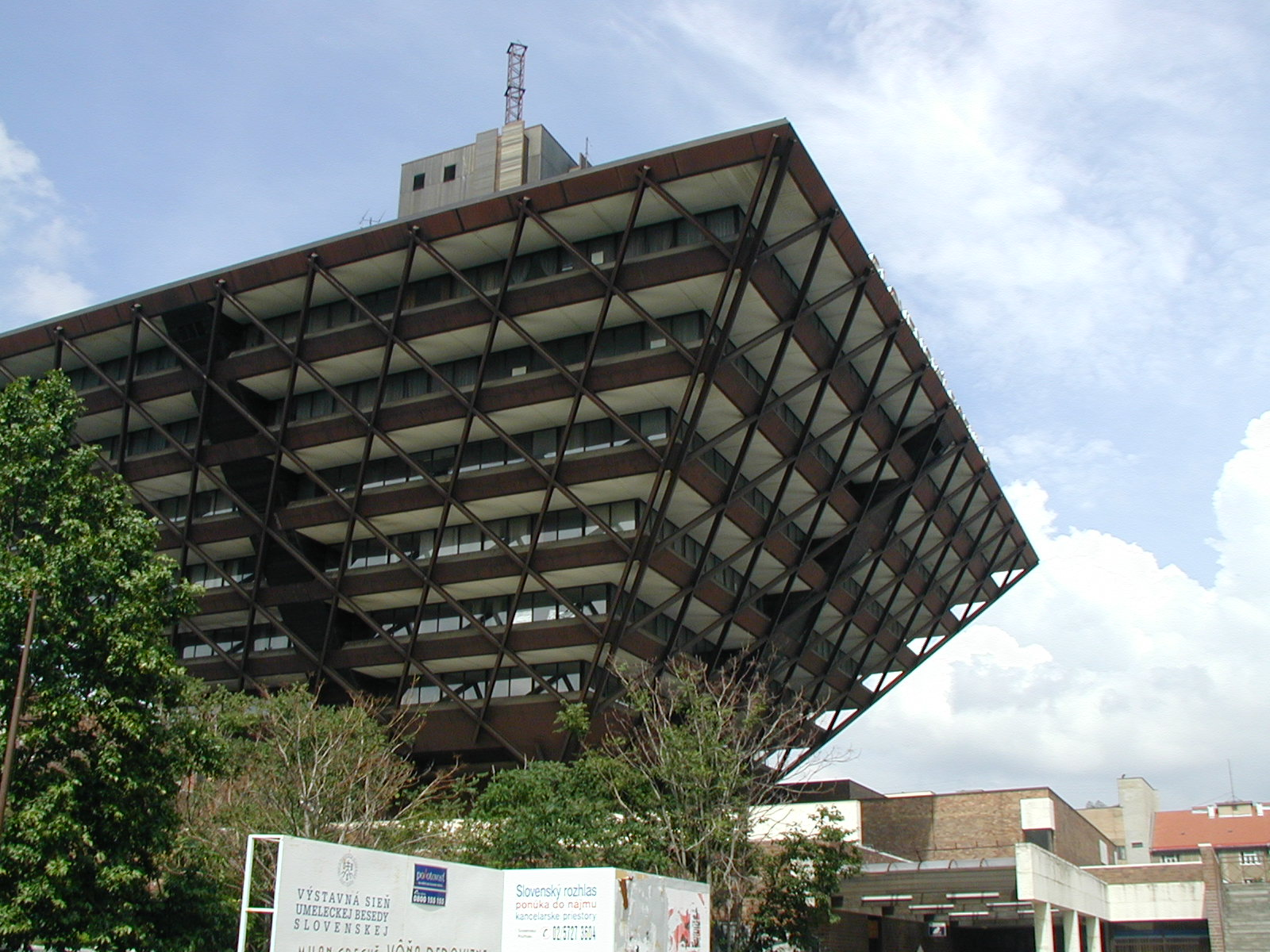
Gebouw van de Slowaakse Radio in Bratislava.

Rozhlas a televízia Slovenska (Radio en Televisie van Slowakije) (afkorting RTVS) was de publieke radio- en televisieomroep in Slowakije. De RTVS werd op 1 juli 2024 opgeheven. Haar opvolger is de Slovenská televízia a rozhlas (STVR).

## Geschiedenis

### Ontstaan
De RTVS werd op 1 Januari 2011 opgericht als fusie tussen de Slowaakse Televisie (STV) (Slovenská Televízia) en de Slowaakse Radio (SRo) (Slovenský Rozhlas). De motie om de twee organisaties te fuseren werd eind oktober 2010 ingevoerd door de minister van Cultuur, Daniel Krajcer, die tussen 1994 en 1996 werkte bij de Slowaakse Radio, door de grote verliezen van de STV. De fusie werd op 23 november 2010 goedgekeurd door deNationale Raad van de Slowaakse Republiek. De afkorting voor de nieuwe omroep zou RTS worden, maar dit werd later, bij toetreding tot de European Broadcasting Union, veranderd naar RTVS door de al bestaande afkorting voor de Radio Televizija Srbije (RTS). 

### Voorstel tot Opheffing
De partijen van de vierde regering van premier Robert Fico, keurden  de mogelijke opsplitsing van de RTVS naar de SRo en STV goed. Einde december van het jaar 2023 beweerde lijsttrekker van de nationaal-conservatieve Slowaakse Nationale Partij, Andrej Danko dat de Slowaakse Regering definitief had besloten om de Radio (SRo) en Televisie (STV) op te splitsen. Over de wet zou in februari 2024 worden gestemd in het Parlement van Slowakije. In februari vroeg minister van cultuur, Martina Šimkovičová (SNS), aan of de stemming naar Maart kon worden verplaatst.

#### Eerste voorstel voor een nieuwe omroep (STaR)
Op 11 maart 2023 presenteerde het ministerie van cultuur van Slowakije een voorstel voor de vervanger van de RTVS. Volgens het ministerie moest de Slovenská televízia a rozhlas (STaR) (Slowaakse Televisie en Radio) de RTVS vervangen. In het nieuwe voorstel zou de raad van de omroep van 9 naar 7 leden gaan waarvan er 3 in het parlement worden gekozen, 3 direct door de minister van cultuur en 1 direct door de minister van financiën. De raad zou de algemeen directeur kiezen, die bij de RTVS werd verkozen door het parlement. Ook zou er een Programmaraad ontstaan die het tv- en radioprogramma van de omroep zou controleren. In dit voorstel zouden 9 van de 11 zetels in de Programmaraad gekozen worden door de Nationale Raad en de overgebleven 2 door de werknemers van de Radio en Televisie. Volgens de pro-Europese oppositiepartij Progressief Slowakije van de voormalig president Zuzana Čaputová, was dit voorstel in strijd met Europese wetgeving.
Op 14 maart 2024 hield minister van cultuur Šimkovičová een persconferentie over dit voorstel. Op de persconferentie bekritiseerde ze de progressieve media en journalisten. Als tegenreactie hierop publiceerden meer dan 270 journalisten een statement als steun voor journalisten bij de RTVS. Hierop volgde een petitie van journalisten tegen het voorstel van de regering. De organisaties International Press Institute (IPI), Committee to Protect Journalists (CPJ), Europese Radio-unie (EBU), European Centre for Press and Media Freedom (ECPMF), Europese Federatie van Journalisten (EFJ), Free Press Unlimited (FPU), Osservatorio Balcani e Caucaso Transeuropa (OBCT) en Verslaggevers Zonder Grenzen (RSF).

#### Tweede voorstel voor een nieuwe omroep (STVR)
De regering Robert Fico keurde op 24 april het wetsvoorstel voor de omroep, ingediend door Premier Fico en Martina Šimkovičová (Minister van Cultuur), goed. Dit nieuwe voorstel heeft tegenover het eerste voorstel geen programmaraad en geeft de regering niet de mogelijkheid om de Directeur-Generaal van de omroep zonder reden te ontslaan, wat in strijd zou zijn met Europese wetgeving op het gebied van persvrijheid.  
Van de 9 zetels in de Raad van de Omroep, worden er nu 5 gekozen door het parlement, 3 direct door de minister van cultuur en 1 door de minister van financiën.

Op 1 juli 2024 werd de RTVS opgeheven en vervangen door de STVR.

## Televisie- en radiostations

### Televisiestations
| Logo | Station | Focus |
| ---- | ------- | --- |
|      | 1       | Hoofdzender gericht op nieuws, kinderprogramma's, series en entertainmentshows                                                      |
|      | 2       | Televisie gericht op documentaires, nationale minderheden, tijdschriften en Europese kwaliteitsfilms                                |
|      | Sport   | Televisie gericht op sport |
|      | 24      | Televisie gericht op nieuws en actualiteiten in verband met de noodsituatie die verband houdt met de Russische invasie van Oekraïne |

#### Opgeheven
| Logo | Station | Focus                        |
| ---- | ------- | ---------------------------- |
|      | 3       | Televisie gericht op archief |

### Radiozenders
| Logo | Station                      | Focus |
| ---- | ---------------------------- | --- |
|      | Rádio Slovensko              | Hoofdzender gericht op nieuws                                                                              |
|      | Rádio_FM                     | Radio gericht op, vooral Slowaakse, muziek                                                                 |
|      | Rádio Devín                  | Radio gericht op muziek, literatuur en theater                                                             |
|      | Rádio Regina                 | Radio gericht op muziek uit de jaren 60,70,80                                                              |
|      | Rádio Patria                 | Radio in minderheidstalen Hongaars, Oekraïens, Roetheens                                                   |
|      | Rádio Slovakia International | Radio gericht op Slowaken in het buitenland in het Engels, Spaans, Frans, Russisch, Duits en het Slowaaks. |
|      | Digitaal: Rádio Pyramída     | Radio gericht op archiefopnames                                                                            |
|      | Digitaal: Rádio Junior       | radio gericht op sprookjes, monologen, programma's over muziek en liedjes voor kinderen                    |
|      | Digitaal: Rádio Litera       | Radio gericht op poëzie, drama en journalistiek                                                            |

#### Opgeheven
| Logo | Station                | Opgeheven       |
| ---- | ---------------------- | --------------- |
|      | Digitaal: Rádio Klaika | 31 Januari 2016 |

## Directeuren van de RTVS
| Naam              | Begin termijn   |
| ----------------- | --------------- |
| Miloslava Zemková | 1 januari 2011  |
| Václav Mika       | 1 Augustus 2012 |
| Jaroslav Reznik   | 2 augustus 2017 |
| Ľuboš Machaj      | 30 juni 2022    |